# Forensische Toxikologie
Die forensische Toxikologie ist ein Fachgebiet zwischen Chemie und Medizin und unterstützt mithilfe toxikologischer, pharmazeutischer und chemischer Verfahren die Untersuchung von unnatürlichen Todesfällen, Vergiftungen und Drogen- sowie Medikamentenmissbrauch. Die Probennahme erfolgt entweder aus dem Gewebe von Organen oder aus den Körperflüssigkeiten Urin, Blut oder Speichel. Zur Klärung von straf- und zivilrechtlichen Fragestellungen trägt die forensische Toxikologie im Sinne einer gerichtlichen Vergiftungslehre erheblich bei.

## Geschichte
Die Giftlehre erregte ab dem 17. Jahrhundert Interesse, als in verschiedenen Ländern im großen Maßstab, in der Hauptsache mit Arsenik, Giftmorde begangen wurden. Zur Überführung der Täter fehlten damals aber noch die Nachweismethoden. Erst zu Beginn des 19. Jahrhunderts schuf Mathieu Orfila die Grundlagen für das neue Fachgebiet. Einen wichtigen Beitrag für den Nachweis von Vergiftungen mit Arsenik leistete James Marsh, der 1836 die Marshsche Probe entwickelte. Zu dieser Zeit wurden immer noch die meisten Giftmorde mit Arsenik ausgeführt. Heute dagegen sind Arsenikvergiftungen ausgesprochen selten. 1850 entwickelte Jean Servais Stas eine Methode zur Abtrennung von Nicotin aus einem Giftmordopfer über Etherextraktion. Dieses Verfahren, von Julius Otto 1856 weiterentwickelt, hat heute immer noch als Stas-Otto-Verfahren für die Extraktion von Alkaloiden aus Körpergeweben eine Bedeutung. Bis in die 1950er Jahre wurden Gifte mit entsprechenden Nachweisreagenzien identifiziert. Danach erleichterte die rasante Entwicklung der instrumentellen Analytik die Identifizierung von toxischen Stoffen aus Körperflüssigkeiten und Gewebeproben erheblich. 1890 verbesserte der portugiesische Toxikologe António Joaquim Ferreira da Silva (1853–1923) ganz wesentlich den Nachweis von Kokain-Hydrochlorid, Morphin und Codein sowie generell von Alkaloiden.

## Substanzen und moderne Nachweisverfahren
Häufig analysierte Substanzen sind Drogen, Medikamente, Insektizide, Lösungsmittel und andere chemische Verbindungen, die als Gift wirken können, von denen folgende Beispiele einer forensischen toxikologischen Untersuchung zugänglich sind:
- Alkohol
- Opiate (Opium, Heroin)
- Nicotin
- Cannabis-Produkte (Haschisch, Marihuana, siehe auch unter THC)
- Amphetamine / Methamphetamine sowie Metamphetamin-Derivate (MDA, MDE, MDMA etc.)
- Halluzinogene (LSD)
- Stimulantien (Kokain, Crack)
- Antidepressiva
- Antiepileptika
- Barbiturate
- Strychnin
- Atropin
- Pilzgifte
- Lebensmittelgifte
- Gase wie z. B. Kohlenstoffmonoxid oder Chlor
- Kohlenwasserstoffe
- Halogenkohlenwasserstoffe
- Säuren und Laugen
- Schwermetalle wie z. B. Quecksilber- und Bleiverbindungen

Die Anreicherung der Substanzen aus Körpergeweben erfolgt über Flüssig-flüssig-Extraktion mit geeigneten Lösungsmitteln.
Die Analysemethoden sind die Dünnschichtchromatographie, spektroskopische Verfahren wie die IR-Spektroskopie oder UV-Spektroskopie (zur Identifikation der reinen Substanz) und Gaschromatographie-Massenspektrometrie bzw. HPLC-MS (zur zuverlässigen Identifizierung in Substanzgemischen). Für größere Mengen an Substanz werden zusätzlich die Gaschromatographie (GC) und die Hochleistungsflüssigkeitschromatografie (HPLC) eingesetzt.
Daneben spielen zunehmend immunchemische Tests (Antigen-Antikörper-Reaktionen) eine bedeutsame Rolle.

## Beurteilung
Die Untersuchungsbefunde werden unter Einbeziehung folgender Fragestellungen beurteilt:
- Sind die chemischen Nachweisverfahren qualitativ und quantitativ aussagekräftig?
- Liegt der Verdacht einer beabsichtigten Vergiftung, eines Missbrauchs oder Unfalls vor?
- Welche pathologisch-anatomischen Veränderungen sind feststellbar, z. B. Verätzungen, Art von Totenflecken, Aussehen von Organen?
- Welche kriminalistische Ermittlungen können zur Beurteilung beitragen bzw. geben die Zielrichtung einer möglichen weiteren Untersuchung vor?